# Professional Commons
The Professional Commons (chinesisch 公共專業聯盟 / 公共专业联盟 – „etwa: Bürgerliche Allianz der Allgemein Professionellen“, kurz 公專聯 / 公专联) ist eine Non-Profit-Organisation und Think Tank in der Sonderverwaltungszone Hongkong, die durch funktionale Wahlkreise auch Sitze im Legislative Council innehat.

## Ziele
Die Professional Commons haben das Ziel, die Qualität der öffentlichen Verwaltung zu verbessern und die Gemeinschaft in den politischen Entscheidungsprozess einzubeziehen, indem sie die Fähigkeiten der Fachleute und Spezialisten nutzen. Ihre Ansprüche an ein besseres Hongkong sind in folgenden Zielen ausgedrückt:
- Es soll ein gleichberechtigtes und allgemeines Wahlrecht eingeführt werden, da der Chief Executive aktuell von einem überwiegend pro-chinesisch ausgerichtetem Wahlkomitee gewählt wird.
- Die Regierung soll durch die Analyse von Fachleuten überwacht werden.
- Die Gemeinschaft soll stärker in die allgemeine Politik einbezogen werden.
- Die Professional Commons nehmen einen fachlichen Blick auf die Politik und teilen sie im Rahmen der öffentlichen Interesse.
- Die Freiheit und Unabhängigkeit der Fachleute und Spezialisten in diversen Berufsgruppen soll beibehalten werden.

Die Professional Commons, die überwiegend aus Fachleuten und Spezialisten verschiedener Berufsgruppen bestehen, versprechen, im öffentlichen Interesse anstatt im Interesse von Firmen oder bestimmten Branchen zu handeln. Die Forderungen nach Unabhängigkeit und Freiheit in der Berufswelt und im politischen Leben sowie das Engagement für ein allgemeines Wahlrecht weisen auf die Zugehörigkeit zum Pro-Demokratie-Lager hin, welches Hongkongs System als liberal-demokratisch und westlich orientiert beibehalten und ausbauen will.

## Geschichte
Während der Wahl des Chief Executive von Hongkong im März 2007 schlossen sich über 100 Mitglieder des Wahlkomitees aus unterschiedlichen Berufszweigen zusammen, um für die schnelle Durchsetzung der Demokratisierung einzutreten. Zusammen mit weiteren gleichgesinnten Fachleuten und Personen aus unterschiedlichen Berufsgruppen beschlossen die Mitglieder des Wahlkomitees, als Vermittler für Demokratisierung und Good governance aufzutreten.
Bei der Wahl zum Legislative Council 2012 wurden drei Mitglieder von Professional Commons gewählt. Alle drei Kandidaten wurden in funktionalen Wahlkreisen für bestimmte Berufsgruppen gewählt. Dabei traten Charles Mok und Kenneth Leung als unabhängige Kandidaten an und Dennis Kwok als Kandidat für die Civic Party. Bei der Wahl zum Legislative Council 2016 wurden zwei Kandidaten in funktionalen Wahlkreisen direkt für Professional Commons gewählt.